# 千葉市図書館
千葉市図書館（ちばしとしょかん）は、千葉県千葉市の公共図書館の総称。
中央館である千葉市中央図書館のほか、各行政区ごとに地区図書館が1館ずつ設置されており、全部で7つの図書館がある。他に7つの分館（うち図書室1）と21の公民館図書室がある。また、移動図書館も運用している。

## 歴史
1970年（昭和45年）3月に「千葉市立図書館網計画」が策定され、これにしたがって千葉市北部図書館（1972年）、千葉市南部図書館（1973年）、千葉市東部図書館（1974年）、千葉市こてはし図書館（1978年）、千葉市高洲図書館（1980年）、千葉市みやこ図書館（1989年）の6館が順次整備された。その後、2000年（平成12年）4月から1区1館の体制となる。このとき、千葉市みやこ図書館（中央区）を除く各館の館名は、行政区名と一致させることになった（北部→千葉市稲毛図書館、東部→千葉市若葉図書館、こてはし→千葉市花見川図書館、高洲→千葉市美浜図書館。中央区内にあった南部図書館はみやこ図書館白旗分館に降格し、千葉市緑図書館が新設された）。
1991年（平成3年）には中央図書館の基本構想が策定され、1994年（平成6年）6月に「（仮称）千葉市中央図書館・生涯学習センター等複合整備計画」が策定された。2001年（平成13年）4月に千葉市中央図書館が開館し、千葉市図書館は中央館1館・地区館6館の体制となった。

### 年表
- 1954年（昭和29年） - 児童会館（千葉神社前の通町公園内）に児童図書を置く。
- 1959年（昭和34年） - 巡回文庫開始。
- 1962年（昭和37年）8月 - 移動図書館車導入。
- 1970年（昭和45年）3月31日 - 「千葉市立図書館網計画」策定。
- 1972年（昭和47年）6月1日 - 北部図書館（現・稲毛図書館）開館。
  - 6月26日 - 千葉市立図書館協議会発足。
- 1973年（昭和48年）11月5日 - 南部図書館（現・みやこ図書館白旗分館）開館。
- 1974年（昭和49年）8月1日 - 東部図書館（現・若葉図書館）開館。
  - 11月7日 - 南部図書館土気図書室（現・緑図書館土気図書室）開室。
- 1978年（昭和53年）5月1日 - こてはし図書館（現・花見川図書館）開館。
- 1979年（昭和54年）7月25日 - こてはし図書館花見川分館（現・花見川図書館花見川団地分館）開館。
- 1980年（昭和55年）10月24日 - 東部図書館西都賀分館（現・若葉図書館西都賀分館）開館。
  - 11月16日 - 高洲図書館（現・美浜図書館）開館。
- 1988年（昭和63年）3月10日 - 高洲図書館とその分館にコンピュータシステム導入。
- 1989年（平成元年）11月25日 - みやこ図書館開館。
- 1993年（平成5年）5月6日 - 南部図書館あすみが丘分館（現・緑図書館あすみが丘分館）開館。図書館ホームページ開設。
- 1994年（平成6年）6月 - 「（仮称）千葉市中央図書館・生涯学習センター等複合施設整備計画」策定。
- 1996年（平成8年）4月1日 - 全館のオンライン化が完了。
- 1997年（平成9年）4月17日 - 北部図書館（現・稲毛図書館）新築開館。
- 2000年（平成12年）4月1日 - 緑図書館開館。北部図書館が稲毛図書館、こてはし図書館が花見川図書館、東部図書館が若葉図書館、高洲図書館が美浜図書館にそれぞれ改称。南部図書館がみやこ図書館白旗分館となる。
- 2001年（平成13年）4月1日 - 千葉市中央図書館開館。
- 2002年（平成14年）4月2日 - 美浜図書館打瀬分館開館。
- 2005年（平成17年）4月1日 - 花見川図書館花見川団地分館新築開館。
- 2006年（平成18年）3月25日 - 若葉図書館泉分館開館。[3]

## 各館

### 中央図書館

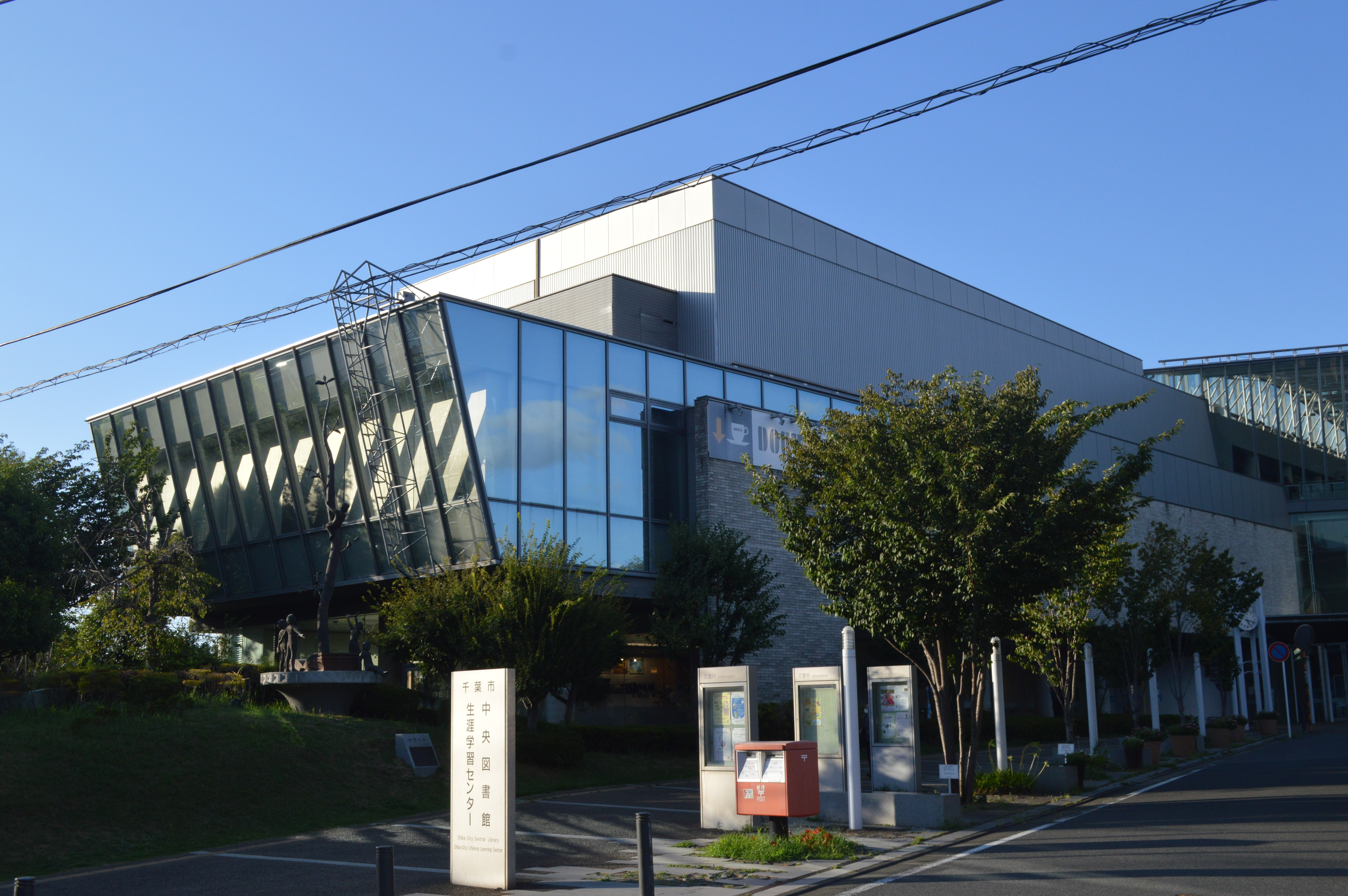
千葉市中央図書館

千葉市中央図書館は、千葉県千葉市中央区弁天3丁目7番7号（北緯35度37分5.6秒 東経140度6分50.8秒 / 北緯35.618222度 東経140.114111度）にある千葉市図書館の本館である。千葉市生涯学習センターと合同の建物として2000年に竣工し、2001年4月に開館した。

### みやこ図書館
千葉市みやこ図書館は、千葉市中央区都町3-11-3（北緯35度36分29.4秒 東経140度8分19.2秒 / 北緯35.608167度 東経140.138667度）にある千葉市図書館のひとつである。白旗分館も保有している。
1989年（平成元年）11月25日開館。

#### 白旗分館
みやこ図書館白旗分館は、千葉市中央区白旗1-3-16（北緯35度34分44.7秒 東経140度8分19.1秒 / 北緯35.579083度 東経140.138639度）にある千葉市みやこ図書館の分館である。南部青少年センターに併設されている。
1973年（昭和48年）11月5日、南部図書館として開館、2000年（平成12年）4月1日、みやこ図書館白旗分館に降格。

### 花見川図書館
千葉市花見川図書館は、千葉市花見川区こてはし台5-9-7（北緯35度41分21.2秒 東経140度7分12.1秒 / 北緯35.689222度 東経140.120028度）にある千葉市図書館のひとつである。花見川団地分館も保有している。
1978年（昭和53年）5月1日、こてはし図書館として開館、2000年（平成12年）4月1日花見川図書館に改称。

#### 花見川団地分館
花見川図書館花見川団地分館は、花見川区花見川3-31-101（北緯35度41分19.7秒 東経140度5分49.2秒 / 北緯35.688806度 東経140.097000度）にある千葉市花見川図書館の分館である。花見川市民センター・青少年サポートセンター北分室との複合施設となっている。
1979年（昭和54年）7月25日、こてはし図書館花見川分館として開館、2005年（平成17年）4月1日改築。

### 稲毛図書館
千葉市稲毛図書館は、千葉市稲毛区小仲台5-1-1（北緯35度38分21.4秒 東経140度5分49.1秒 / 北緯35.639278度 東経140.096972度）にある千葉市図書館のひとつである。
千葉市図書館としては最も早く、1972年（昭和47年）6月1日、北部図書館として開館。1997年（平成9年）4月17日改築。2000年（平成12年）4月1日、稲毛図書館と改称。

### 若葉図書館
千葉市若葉図書館は、千葉市若葉区千城台西2-1-1（北緯35度37分19.9秒 東経140度11分13.8秒 / 北緯35.622194度 東経140.187167度）にある千葉市図書館のひとつである。西都賀分館と泉分館を保有している。
1974年（昭和49年）8月1日、東部図書館として開館、2000年（平成12年）4月1日、若葉図書館と改称。

#### 西都賀分館
若葉図書館西都賀分館は、若葉区西都賀2-8-8（北緯35度38分13.9秒 東経140度8分38.9秒 / 北緯35.637194度 東経140.144139度）にある千葉市若葉図書館の分館である。
1980年（昭和55年）10月24日開館。

#### 泉分館
若葉図書館泉分館は、若葉区野呂町622-10（北緯35度35分2.1秒 東経140度13分49.3秒 / 北緯35.583917度 東経140.230361度）にある千葉市若葉図書館の分館である。白井公民館に併設されている。
2006年（平成18年）3月25日開館。

### 緑図書館
千葉市緑図書館は、千葉市緑区おゆみ野3-15-2（北緯35度33分36.2秒 東経140度10分32.6秒 / 北緯35.560056度 東経140.175722度）にある千葉市図書館のひとつである。鎌取コミュニティセンターに併設されている。あすみが丘分館、土気図書室も保有している。
2000年（平成12年）4月1日開館。

#### あすみが丘分館
緑図書館あすみが丘分館は、緑区あすみが丘7-2-4（北緯35度31分16.6秒 東経140度15分55.6秒 / 北緯35.521278度 東経140.265444度）にある千葉市緑図書館の分館である。土気あすみが丘プラザ内にある。
1993年（平成5年）5月6日、南部図書館あすみが丘分館として開館、2000年（平成12年）4月1日、新設された緑図書館に移管。

#### 土気図書室
緑図書館土気図書室は、緑区土気町1634（北緯35度31分50.9秒 東経140度16分23.6秒 / 北緯35.530806度 東経140.273222度）にある千葉市緑図書館の分館である。土気市民センター内にある。
1973年（昭和48年）11月5日、南部図書館土気図書室として開館、2000年（平成12年）4月1日、新設された緑図書館に移管。

### 美浜図書館
千葉市美浜図書館は、千葉市美浜区高洲3-12-1（北緯35度37分37.1秒 東経140度4分15.8秒 / 北緯35.626972度 東経140.071056度）にある千葉市図書館のひとつである。高洲コミュニティセンターに併設されている。打瀬分館も保有している。
1980年（昭和55年）11月16日、高洲図書館として開館、2000年（平成12年）4月1日、美浜図書館と改称。

#### 打瀬分館
美浜図書館打瀬分館は、千葉市美浜区打瀬2-13（北緯35度38分23.4秒 東経140度2分49.6秒 / 北緯35.639833度 東経140.047111度）の幕張ベイタウン・コア内にある千葉市美浜図書館の分館である。
2002年（平成14年）4月2日開館。

### 公民館図書室
- 中央区
  - 生浜（おいはま）公民館図書室
- 花見川区
  - 幕張公民館図書室
  - 検見川公民館図書室
  - さつきが丘公民館図書室
  - 長作（ながさく）公民館図書室
  - 朝日ヶ丘公民館図書室
- 稲毛区
  - 千草台（ちぐさだい）公民館図書室
  - 草野公民館図書室
  - 山王（さんのう）公民館図書室
  - 都賀公民館図書室
  - 緑が丘公民館図書室
- 若葉区
  - 更科公民館図書室
  - 大宮公民館図書室
  - みつわ台公民館図書室
  - 若松公民館図書室
  - 桜木公民館図書室
- 緑区
  - 誉田公民館図書室
  - 越智公民館図書室
- 美浜区
  - 幕張西公民館図書室
  - 磯辺公民館図書室
  - 幸町（さいわいちょう）公民館図書室

### 移動図書館
市内に27の移動図書館ステーションがあり、2週間に1回、移動図書館車「いずみ号」が巡回している。

## 利用案内
原則として自由に利用可能。ただし、市外居住者（千葉市内居住・通勤・通学者以外）の場合は、インターネット予約・電話予約、電子メールレファレンス、有料宅配サービスなど、一部のサービスが利用できない。
開館時間
- 中央図書館
  - 火 - 金： 9時30分 - 21時
  - 土・日・祝日： 9時30分 - 17時30分
- 地区図書館・分館（土気図書室除く）
  - 火 - 日・祝日： 9時00分 - 17時15分
- 緑図書館土気図書室
  - 火・水・土： 13時30分 - 17時15分（これ以外は閉室）

休館日
- 月曜日（祝日・振替休日の場合は翌日）
- 図書整理日（毎月第3木曜日、祝日の場合は翌日）
- 年末年始（12月29日 - 1月4日）
- 特別整理期間